# Fiebrigella catalpae
Fiebrigella catalpae är en tvåvingeart som först beskrevs av Malloch 1913.  Fiebrigella catalpae ingår i släktet Fiebrigella och familjen fritflugor. Inga underarter finns listade i Catalogue of Life.